# دوران پس از زایمان

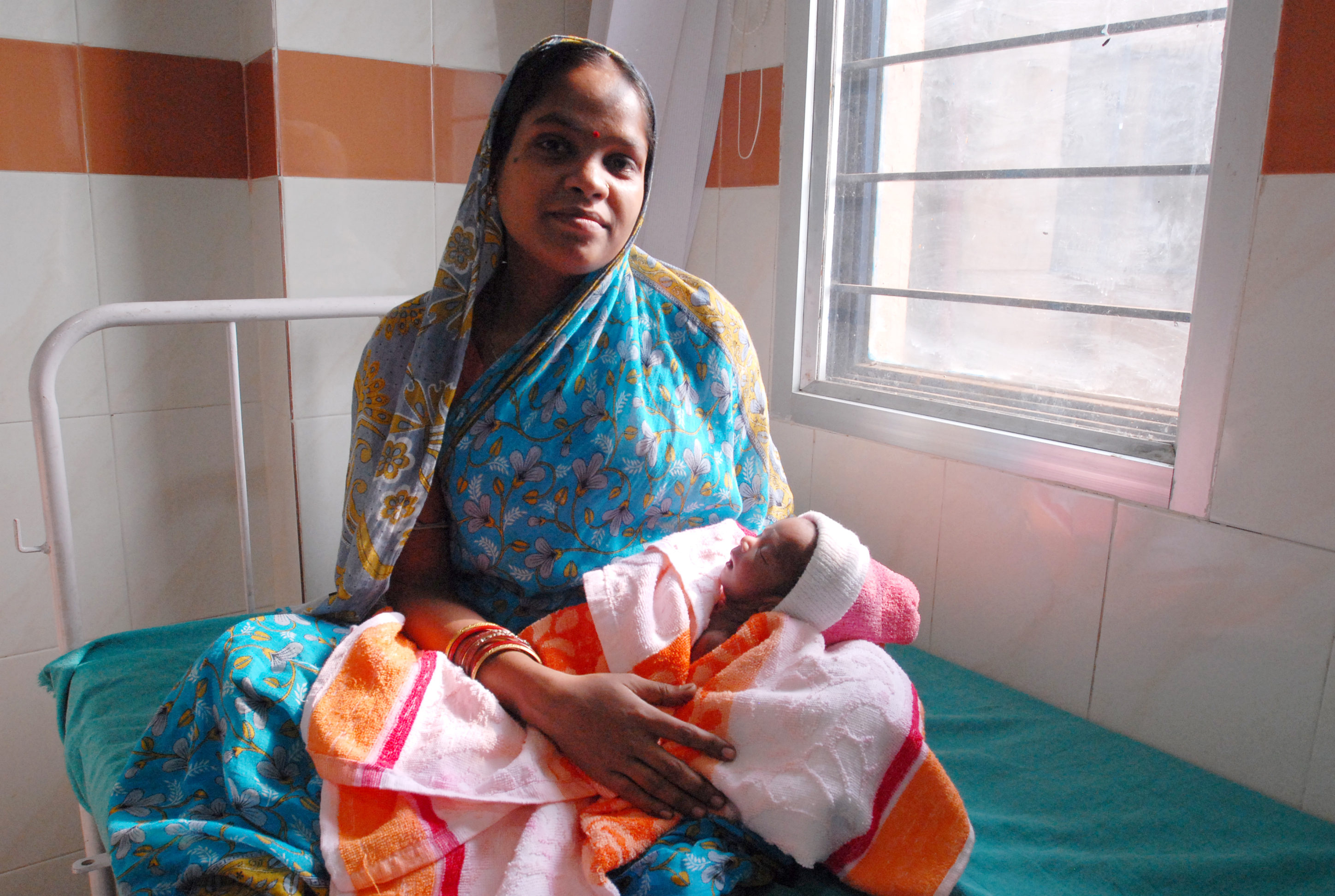
مادر به همراه نوزاد تازه متولد شده‌اش.

دوران پس از زایمان (به انگلیسی: Postpartum period) به دوره زمانی بلافاصله پس از تولد نوزاد و تا شش هفته بعد از تولد گفته می‌شود. دوره نفاس یا دوره پورپرال نام‌های کم کاربردتری هستند که به این دوران گفته می‌شوند. سازمان بهداشت جهانی این دوران را به عنوان مهمترین مرحله زندگی مادران و نوزادان توصیف می‌کند که در عین حال بسیار کم اهمیت فرض شده و نادیده انگاشته می‌شود؛ در حالی که بیشترین آمار مرگ‌ومیر مادران و نوزادان متعلق به این دوران است. در دوران پس از زایمان، بدن مادر، از جمله سطوح هورمون‌ها و اندازه رحم به دوران پیش از بارداری برمی‌گردد. به ترشحات واژن در این دوران زچگی گفته می‌شود که حاوی خون، مخاط و بافت رحم است.